# NGC 315
NGC 315 este o galaxie eliptică situată în constelația Peștii. A fost descoperită în 11 septembrie 1784 de către William Herschel. De asemenea, a fost observată încă o dată în 23 decembrie 1827 de către John Herschel.